# Patterson Springs
Patterson Springs és una població dels Estats Units a l'estat de Carolina del Nord. Segons el cens del 2000 tenia 620 habitants.

## Demografia
Segons el cens del 2000, Patterson Springs tenia 620 habitants, 254 habitatges i 169 famílies. La densitat de població era de 263,1 habitants per km².
Dels 254 habitatges en un 32,3% hi vivien nens de menys de 18 anys, en un 52,8% hi vivien parelles casades, en un 8,3% dones solteres, i en un 33,1% no eren unitats familiars. En el 24,8% dels habitatges hi vivien persones soles el 7,5% de les quals corresponia a persones de 65 anys o més que vivien soles. El nombre mitjà de persones vivint en cada habitatge era de 2,44 i el nombre mitjà de persones que vivien en cada família era de 2,95.
Per edats la població es repartia de la següent manera: un 24,4% tenia menys de 18 anys, un 9% entre 18 i 24, un 33,5% entre 25 i 44, un 24,4% de 45 a 60 i un 8,7% 65 anys o més.
L'edat mediana era de 35 anys. Per cada 100 dones de 18 o més anys hi havia 113,2 homes.
La renda mediana per habitatge era de 32.368 $ i la renda mediana per família de 34.500 $. Els homes tenien una renda mediana de 31.591 $ mentre que les dones 25.577 $. La renda per capita de la població era de 15.092 $. Entorn del 10,4% de les famílies i el 16,5% de la població estaven per davall del llindar de pobresa.

## Poblacions més properes
El següent diagrama mostra les poblacions més properes.